# Dysodia pennitarsis
Dysodia pennitarsis är en fjärilsart som beskrevs av George Francis Hampson 1906. Dysodia pennitarsis ingår i släktet Dysodia och familjen Thyrididae. Inga underarter finns listade i Catalogue of Life.